# 铜矿街道
铜矿街道是中华人民共和国江西省上饶市德兴市下辖的一个街道办事处。

## 行政区划
铜矿街道下辖以下村级行政区划单位：
中区社区、北区社区、南区社区、奈坑社区、大桥社区、王村。